# Copa do Mundo FIFA Sub-20 de 1977
O Mundial Sub-20 de Futebol de 1977 foi disputado na Tunísia entre 27 de Junho e 10 de Julho de 1977. Esta foi a 1ª edição da competição, e foi ganha pela União Soviética.

O torneio foi apadrinhado pelo Vice-Presidente da FIFA, Harry Cavan, que liderou a criação do Campeonato Mundial de Futebol Sub-20.

## Seleções classificadas
| Confederação       | Seleção                               | Classificada como |
| ------------------ | ------------------------------------- | ----------------- |
| AFC (2 vagas)      | Campeonato Asiático Sub-19 de 1977    | Irã               |
| AFC (2 vagas)      | Campeonato Asiático Sub-19 de 1977    | Iraque            |
| CAF (2 vagas)      | Campeonato Africano Sub-20 de 1977    | Costa do Marfim   |
| CAF (2 vagas)      | Campeonato Africano Sub-20 de 1977    | Marrocos          |
| CONCACAF (2 vagas) | Campeonato Sub-20 da CONCACAF de 1976 | Honduras          |
| CONCACAF (2 vagas) | Campeonato Sub-20 da CONCACAF de 1976 | México            |
| CONMEBOL (3 vagas) | Campeonato Sul-Americano de Sub-20    | Brasil            |
| CONMEBOL (3 vagas) | Campeonato Sul-Americano de Sub-20    | Paraguai          |
| CONMEBOL (3 vagas) | Campeonato Sul-Americano de Sub-20    | Uruguai           |
| UEFA (6 vagas)     | Campeonato Europeu de Futebol Sub-19  | Áustria           |
| UEFA (6 vagas)     | Campeonato Europeu de Futebol Sub-19  | França            |
| UEFA (6 vagas)     | Campeonato Europeu de Futebol Sub-19  | Hungria           |
| UEFA (6 vagas)     | Campeonato Europeu de Futebol Sub-19  | Itália            |
| UEFA (6 vagas)     | Campeonato Europeu de Futebol Sub-19  | União Soviética   |

## Fase de grupos

### Grupo A
| Selecção | Pts | J | V | E | D | GM | GS | +/- |
| -------- | --- | - | - | - | - | -- | -- | --- |
| México   | 4   | 3 | 1 | 2 | 0 | 8  | 2  | +6  |
| Espanha  | 3   | 3 | 1 | 1 | 1 | 3  | 3  | 0   |
| França   | 3   | 3 | 1 | 1 | 1 | 3  | 3  | 0   |
| Tunísia  | 2   | 3 | 1 | 0 | 2 | 1  | 7  | −6  |

| 27 de Junho de 1977 | França         | 1–2       | Espanha               | Stade El Menzah, Rades |
| 12:00               | Bacconnier 75' | Relatório | Escobar 29' Casas 60' | Árbitro: Orhan Cebe    |

| 27 de Junho de 1977 | México                                             | 6–0       | Tunísia | Stade El Menzah, Rades |
| 16:00               | Manzo 46', 47' Placencia 48', 69', 72' Garduno 56' | Relatório |         | Árbitro: Farouk Bouzo  |

| 30 de Junho de 1977 | Espanha     | 1–1       | México        | Stade El Menzah, Rades |
| 12:00               | Escobar 46' | Relatório | Rodríguez 73' | Árbitro: Franz Woehrer |

| 30 de Junho de 1977 | Tunísia | 0–1       | França    | Stade El Menzah, Rades            |
| 16:00               |         | Relatório | Meyer 20' | Árbitro: Arturo Andrés Ithurralde |

| 3 de Julho de 1977 | França   | 1–1       | México    | Stade El Menzah, Rades       |
| 12:00              | Wiss 64' | Relatório | Moses 70' | Árbitro: Gianfranco Menegali |

| 3 de Julho de 1977 | Espanha | 0–1       | Tunísia         | Stade El Menzah, Rades   |
| 16:00              |         | Relatório | Ben Fattoum 52' | Árbitro: Eldar Azim Zade |

### Grupo B
| Selecção | Pts | J | V | E | D | GM | GS | +/- |
| -------- | --- | - | - | - | - | -- | -- | --- |
| Uruguai  | 6   | 3 | 3 | 0 | 0 | 6  | 1  | +5  |
| Honduras | 4   | 3 | 2 | 0 | 1 | 3  | 1  | +2  |
| Hungria  | 2   | 3 | 1 | 0 | 2 | 3  | 4  | −1  |
| Marrocos | 0   | 3 | 0 | 0 | 3 | 0  | 6  | −6  |

| 28 de Junho de 1977 | Marrocos | 0–1       | Honduras    | Stade Chedli Zouiten, Tunis |
| 12:00               |          | Relatório | Norales 46' | Árbitro: Gerard Racine      |

| 28 de Junho de 1977 | Uruguai                   | 2–1       | Hungria   | Stade Chedli Zouiten, Tunis  |
| 16:00               | Diogo 15' Bica 25' (pen.) | Relatório | Peter 17' | Árbitro: Gianfranco Menegali |

| 1 de Julho de 1977 | Honduras | 0–1       | Uruguai   | Stade Chedli Zouiten, Tunis |
| 12:00              |          | Relatório | Nadal 29' | Árbitro: Birame N'Diaye     |

| 1 de Julho de 1977 | Hungria              | 2–0       | Marrocos | Stade Chedli Zouiten, Tunis |
| 16:00              | Kerekes 26' Nagy 56' | Relatório |          | Árbitro: Arnaldo Coelho     |

| 4 de Julho de 1977 | Hungria | 0–2       | Honduras               | Stade Chedli Zouiten, Tunis |
| 12:00              |         | Relatório | Yearwood 7' Duarte 30' | Árbitro: Sahar El Hawary    |

| 4 de Julho de 1977 | Uruguai                         | 3–0       | Marrocos | Stade Chedli Zouiten, Tunis |
| 16:00              | Nadal 36' Enrique 44' Ramos 51' | Relatório |          | Árbitro: Farouk Bouzo       |

### Grupo C
| Selecção        | Pts | J | V | E | D | GM | GS | +/- |
| --------------- | --- | - | - | - | - | -- | -- | --- |
| Brasil          | 5   | 3 | 2 | 1 | 0 | 8  | 2  | +6  |
| Irã             | 3   | 3 | 1 | 1 | 1 | 4  | 5  | −1  |
| Itália          | 2   | 3 | 0 | 2 | 1 | 1  | 3  | −2  |
| Costa do Marfim | 2   | 3 | 0 | 2 | 1 | 2  | 5  | −3  |

| 27 de Junho de 1977 | Itália      | 1–1       | Costa do Marfim | Stade Olympique de Sousse, Sousse |
| 12:00               | Capuzzo 11' | Relatório | Kouassi 77'     | Árbitro: Emmanuel Platopoulos     |

| 27 de Junho de 1977 | Brasil                                                    | 5–1       | Irã        | Stade Olympique de Sousse, Sousse |
| 16:00               | Guina 22', 29', 39' Paulo Roberto 37' Júnior Brasília 52' | Relatório | Rajabi 55' | Árbitro: Michel Vautrot           |

| 30 de Junho de 1977 | Irã | 0–0       | Itália | Stade Olympique de Sousse, Sousse |
| 12:00               |     | Relatório |        | Árbitro: Lajos Somlai             |

| 30 de Junho de 1977 | Costa do Marfim | 1–1       | Brasil     | Stade Olympique de Sousse, Sousse |
| 16:00               | Ya Semon 46'    | Relatório | Cléber 89' | Árbitro: Mohamed Kadri            |

| 3 de Julho de 1977 | Irã                          | 3–0       | Costa do Marfim | Stade Olympique de Sousse, Sousse |
| 12:00              | Asheri 31', 87' Barzegar 80' | Relatório |                 | Árbitro: Salem Mahmud Adal        |

| 3 de Julho de 1977 | Brasil                 | 2–0       | Itália | Stade Olympique de Sousse, Sousse |
| 16:00              | Guina 11' Paulinho 48' | Relatório |        | Árbitro: Dusan Maksimovic         |

### Grupo D
| Selecção        | Pts | J | V | E | D | GM | GS | +/- |
| --------------- | --- | - | - | - | - | -- | -- | --- |
| União Soviética | 5   | 3 | 2 | 1 | 0 | 5  | 2  | +3  |
| Paraguai        | 4   | 3 | 2 | 0 | 1 | 6  | 2  | +4  |
| Iraque          | 2   | 3 | 1 | 0 | 2 | 6  | 8  | −2  |
| Áustria         | 1   | 3 | 0 | 1 | 2 | 1  | 6  | −5  |

| 28 de Junho de 1977 | União Soviética           | 3–1       | Iraque      | Sfax Stadium, Sfax             |
| 12:00               | Petrakov 19', 23' Bal 39' | Relatório | Munshid 77' | Árbitro: Ángel Franco Martínez |

| 28 de Junho de 1977 | Áustria | 0–1       | Paraguai  | Sfax Stadium, Sfax       |
| 16:00               |         | Relatório | Morel 62' | Árbitro: Zoubir Benganif |

| 1 de Julho de 1977 | Iraque                                            | 5–1       | Áustria   | Sfax Stadium, Sfax          |
| 12:00              | Munshid 30' Hussain 34', 38', 90 3+ Hammadi 90 4+ | Relatório | Weiss 28' | Árbitro: Tesfaye Gebreyesus |

| 1 de Julho de 1977 | Paraguai      | 1–2       | União Soviética                | Sfax Stadium, Sfax      |
| 16:00              | Battaglia 38' | Relatório | Khidiyatullin 29' Bessonov 59' | Árbitro: Michel Vautrot |

| 4 de Julho de 1977 | Paraguai                                  | 4–0       | Iraque | Sfax Stadium, Sfax             |
| 12:00              | Salmaniego 26' López 30', 68' Giménez 67' | Relatório |        | Árbitro: Ángel Franco Martínez |

| 4 de Julho de 1977 | Áustria | 0–0       | União Soviética | Sfax Stadium, Sfax       |
| 16:00              |         | Relatório |                 | Árbitro: Mohamed Larache |

## Fases finais
|  | Semifinais             | Semifinais             |       |                    | Final               | Final |  |
|  |                        |                        |       |                    |                     |       |  |
|  | 6 de Julho - Rades     |                        |       |                    |                     |       |  |
|  | México (g.p.)          | 1 (5)                  |       |                    |                     |       |  |
|  | Brasil                 | 1 (3)                  |       |                    |                     |       |  |
|  |                        |                        |       |                    |                     |       |  |
|  |                        |                        |       |                    | 10 de Julho - Rades |       |  |
|  |                        |                        |       |                    | México              | 2 (8) |  |
|  |                        | União Soviética (g.p.) | 2 (9) |                    |                     |       |  |
|  |                        |                        |       |                    |                     |       |  |
|  |                        |                        |       |                    |                     |       |  |
|  |                        |                        |       |                    | Terceiro lugar      |       |  |
|  | 6 de Julho - Rades     | 6 de Julho - Rades     |       | 9 de Julho - Rades | 9 de Julho - Rades  |       |  |
|  | Uruguai                | 0 (3)                  |       | Brasil             | 4                   |       |  |
|  | União Soviética (g.p.) | 0 (4)                  |       |                    | Uruguai             | 0     |  |

### Semi-finais
| 6 de Julho de 1977 | México     | 1–1 (a.p.) (5-3 g.p.) | Brasil         | Stade El Menzah, Rades         |
| 12:00              | Rergis 53' | Relatório             | Jorge Luíz 59’ | Árbitro: Ángel Franco Martínez |

| 7 de Julho de 1977 | Uruguai | 0–0 (a.p.) (3-4 g.p.) | União Soviética | Stade El Menzah, Rades       |
| 12:00              |         | Relatório             |                 | Árbitro: Gianfranco Menegali |

### Terciro lugar
| 9 de Julho de 1977 | Brasil                                             | 4–0       | Uruguai | Stade El Menzah, Rades |
| 12:00              | Cléber 13' Paulo Roberto 30’ Paulinho 53’ Tiao 69’ | Relatório |         | Árbitro: Farouk Bouzo  |

### Final
| 10 de Julho de 1977 | México                | 2–2 (a.p.) (8-9 g.p.) | União Soviética   | Stade El Menzah, Rades  |
| 18:30               | Garduno 50' Manzo 59' | Relatório             | Bessonov 52', 88’ | Árbitro: Michel Vautrot |

## Premiações

### Campeões
| Campeão do Mundial Sub-20 da FIFA de 1977 UNIÃO SOVIÉTICA 1º Título |

### Individuais
| Chuteira de Ouro | Bola de Ouro      | Fair Play |
| ---------------- | ----------------- | --------- |
| Guina            | Vladimir Bessonov | Brasil    |